# Люботинка (річка, Словаччина)
Люботинка (словац. Ľubotínka) — річка в Словаччині, права притока Попрада, протікає в округах Стара Любовня і Сабінов.
Довжина — 16.5-18.4 км. Витік знаходиться в масиві Левоцькі гори (частина Левоцька височина; схил гори Кулігура) на висоті близько 1075 метрів. Протікає територією сіл Баєрівці; Вісланка; Дюркова і Люботин.
Впадає в Попрад на висоті приблизно 480 метрів.
Притоки
- праві
  - Лазчик
  - Віслянка
  - Градлова
- ліві
  - Трнковий потік